# Sérvios

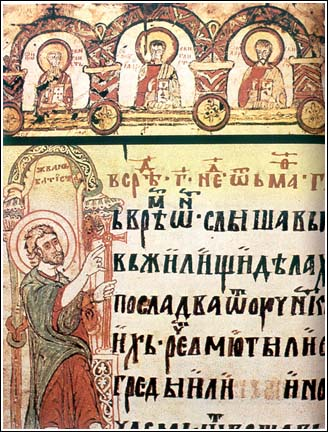
Uma página ilustrada do missal cristão ortodoxo de Miroslau de séc. 11. Feito em língua sérvia sob alfabeto sérvio histórico. Biblioteca Nacional de Belgrado, Sérvia.

Os sérvios (em sérvio: Срби; romaniz.: Srbi) são um grupo étnico eslavo do sul habitando principalmente a Sérvia, Montenegro, Bósnia e Herzegovina (e Republika Srpska) e países vizinhos. Há cerca de 6 milhões de sérvios vivendo na Europa meridional, enquanto estima-se um total entre 11 e 13 milhões em todo o mundo. Devido a razões políticas, sociais e econômicas, muitos sérvios migraram para várias partes do mundo, estabelecendo uma notável diáspora sérvia. Grandes comunidades sérvias existem em vários países, incluindo Estados Unidos, Austrália, Alemanha, Chile, Brasil, Nova Zelândia e África do Sul.
Os sérvios são conhecidos por sua cultura única que, através dos tempos, tem sido de diversas maneiras influenciada pelo Oriente e pelo Ocidente, e lutou pela defesa e sobrevivência contra os otomanos. Os sérvios são predominantemente cristãos ortodoxos e sua língua é o sérvio.

## População
A maior parte dos sérvios (cerca de 6 700 000) vive na terra natal sérvia nos estados da Sérvia e do Montenegro. Uma grande população de sérvios também vive na Bósnia e Herzegovina (cerca de 1 500 000) - onde são uma nação constituinte e vivem principalmente na República Sérvia (Република Српска, Republika Srpska) - e na Croácia (cerca de 200 000) - a maioria na entidade que durante a década de 1990 constituiu a não reconhecida internacionalmente República Sérvia de Krajina.
Várias minorias sérvias também existem na República da Macedônia (cerca de 36 000), Eslovénia (cerca de 39 000), Romênia (cerca de 23 000), Albânia (cerca de 37 000) e Hungria (cerca de 4 000). Um grande número de sérvios também se dispersou pelo mundo, com populações mais notáveis na Alemanha (700 000), Áustria (350 000), Suíça (cerca de 186 000), Estados Unidos (cerca de 314 080), Canadá (cerca de 120 320), Reino Unido (75 000), França (130 000), Itália (52 954) e Austrália (97 000), além de outros países.
No Brasil, são mais de 400 mil entre sérvios e seus descendentes.
As maiores populações urbanas de sérvios na antiga Iugoslávia são encontradas em Belgrado (mais de 1 659 440), Novi Sad (cerca de 373 000), Niš (cerca de 260 237) e Banja Luka na Bósnia (cerca de 200 000).
Fora do país, Viena (Áustria) é conhecida como a cidade de maior população sérvia, seguida por Chicago e sua região metropolitana nos Estados Unidos, e Toronto no Canadá.
Os sérvios constituíam cerca de 70% da população do antigo estado de Sérvia e Montenegro.

## Cultura
Figuras proeminentes incluem os cientistas Nikola Tesla, Mihajlo Pupin, Ruđer Bošković, Jovan Cvijic, Milutin Milanković e Mileva Marić (matemática e primeira esposa de Albert Einstein); o famoso compositor Josip Runjanin; o celebrado autor Ivo Andric; o produtivo inventor Ogneslav Kostovic Stepanovic; o sábio Djura Jaksic; as estrelas do esporte Vlade Divac e Peja Stojaković. O governante sérvio durante a Idade Média Estêvão Nêmania e seu filho, São Sava (Rastko Nemanjic), fundaram o monastério de Hilandar para a Igreja Ortodoxa Sérvia, um dos maiores e mais antigos monumentos cristãos ortodoxos do planeta.
A mãe de dois entre os últimos imperadores bizantinos, João VIII Paleólogo e Constantino XI Paleólogo, era a princesa sérvia Helena Dragasa.

## Língua
Os sérvios falam a língua sérvia, um dos idiomas eslavas. a escrita é perfeitamente digráfica, isto é, suporta o alfabeto cirílico, e o alfabeto latino, não tendo problemas na conversão.
Há numerosas variantes da língua sérvia. As formas mais antigas de sérvio são o sérvio antigo e o eslavônico-sérvio, uma versão da 
língua da igreja eslavônica.
Alguns membros da dispersão sérvia não falam a língua (geralmente no Canadá, Estados Unidos e Reino Unido), mas são considerados sérvios pela origem étnica ou descendência. Os não sérvios que estudaram a língua sérvia incluem algumas figuras proeminentes como Goethe (Johann Wolfgang von Goethe) e John Ronald Reuel Tolkien (J. R. R. Tolkien) e Jacob Grim.

### Nomes de família
A maioria dos sobrenomes possui o sufixo -ić (IPA: /itj/, Cirílico: -ић). É frequentemente transcrito como -ic. Os nomes sérvios eram antes frequentemente transcritos com a terminação fonética -ich ou -itch. Essa forma é muitas vezes associada com os sérvios anteriores ao começo do século XX: então Milutin Milanković é habitualmente citado, por razões históricas, como Milutin Milankovitch.
O sufixo -ić é um diminutivo eslavo, originalmente funcionando como criador de patronímicos. Dessa forma o sobrenome Petrić significa pequeno Petar ou Pedrinho, da mesma forma, por exemplo, que o prefixo comum escocês Mac ("filho de") e Fitz nos nomes irlandeses. Estima-se que dois terços dos sobrenomes sérvios terminem em -ić, mas que cerca de 80 % dos sérvios carregam um sobrenome que se estende entre dezenas ou até mesmo centenas de grandes famílias não relacionadas.
Outros sufixos comuns aos sobrenomes sérvios são -ov e -in que são sufixos do caso possessivo eslavos, dessa forma, como exemplo, o filho de Nikola recebe o sobrenome Nikolin, o filho de Petar, Petrov, e o de Jovan, Jovanov. Os dois sufixos são muitas vezes combinados.
Os sobrenomes mais comuns são Nikolić, Petrović e Jovanović.

### Religião
A identidade sérvia é baseada no cristianismo ortodoxo e na Igreja Ortodoxa Sérvia, de tal forma que alguns nacionalistas sérvios afirmam que aqueles que não tem o cristianismo ortodoxo como fé não são sérvios. Isto é um erro: a conversão dos eslavos do sul do paganismo para o cristianismo teve lugar antes do Grande Cisma do Oriente, que dividiu o catolicismo entre os gregos orientais e os católicos ocidentais. Após o cisma, aqueles que viviam sob a esfera de influência ortodoxa tornaram-se ortodoxos e aqueles que viviam sob a esfera de influência católica tornaram-se católicos. Alguns etnologistas consideram que as distintas identidades de sérvios e croatas se relacionam mais com a religião que com a etnia. Coma chegada do Império Otomano, alguns sérvios e croatas se converteram ao Islã. Isto ocorreu particularmente - mas não completamente - na Bósnia.
Os mais conhecidos cidadãos muçulmanos sérvios são Mehmed Paša Sokolović e Meša Selimović.

### Símbolos
A bandeira sérvia é uma bandeira tricolor com faixas horizontais vermelha-azul-branca. É muitas vezes combinada com um ou ambos outros símbolos sérvios:
- A águia de duas cabeças branca era o brasão da dinastia Nemânica;
- A cruz sérvia. Se mostrada em um dos campos, tradicionalmente no vermelho, mas pode ser usada sobre todos os campos da bandeira.

A águia e a cruz, além de ser a base de vários brasões sérvios através da história, são bases para símbolos de várias organizações sérvias, partidos políticos, instituições e companhias.
O povo sérvio tem vestimentas variadas, na maioria das vezes por causa da diversidade geográfica e climática do território habitado pelos sérvios. Porém, algumas partes deste vestuário são comuns:
- Um sapato tradicional que é chamado de opanak (Опанак). É reconhecível pelos bicos distintos virados para trás. Cada região da Sérvia possui um tipo diferente de bico para os opanaks;
- Um chapéu tradicional chamado de šajkača (шајкача). É facilmente reconhecível pela sua parte superior que lembra a letra V ou a base de uma canoa (vista de cima). Ganhou popularidade no começo do século XX e era o chapéu do exército sérvio na Primeira Guerra Mundial. Ainda hoje é usado por muitos aldeões, e era um item comum de cobertura entre os comandantes militares sérvios bósnios durante a Guerra da Bósnia na década de 1990.

### Costumes
Os sérvios são uma sociedade altamente familiar. Uma olhada no dicionário sérvio e a riqueza de sua terminologia relativa ao parentesco dizem muito.
De todos os eslavos e cristãos ortodoxos, apenas os sérvios têm o hábito da slava. O costume pode também ser encontrado entre alguns russos e albaneses de origem sérvia embora o costume tenha se perdido no século XX. Slava é a celebração de um santo; é improvável que no principal costume que é comum a todo um povo, cada família separadamente celebre seu próprio santo (naturalmente, há uma grande quantidade que celebra o mesmo santo), a quem consideram seu protetor. Uma slava é transmitida de pai para filho e cada família pode ter apenas uma celebração, o que significa que a ocasião reúne toda a família.
Apesar de uma grande quantidade de velhos costumes não serem praticados, muitos dos costumes que cercam o casamento sérvio ainda o são.
A tradicional dança sérvia é uma dança em círculo chamada kolo. É uma dança coletiva, onde um grupo de pessoas (habitualmente doze, no mínimo três) seguram um ao outro pelas mãos ou em volta da cintura dançando, idealmente em círculo, daí o nome. Danças em círculo similares também são tradicionais em outras culturas da região.
Os sérvios têm seus próprios costumes no que diz respeito ao Natal. De manhã bem cedo na véspera do Natal o chefe da família deve ir à floresta cortar o badnjak, um jovem carvalho, que deve então ser levado a uma igreja para ser abençoado por um padre. Então o carvalho deve ser desgalhado e seus galhos junto com trigo e outros grãos devem ser queimados na lareira. A queima do badnjak é um ritual que certamente tem origem pagã e é considerado um sacrifício a Deus (ou aos velhos deuses pagãos) de forma que o ano novo seja repleto de comida, felicidade, amor, sorte e riquezas. Atualmente, a maioria dos sérvios vivem em cidades, sendo mais simples ir à missa levando um pequeno galho de carvalho, trigo e outros galhos amarrados, depois levá-los para casa e fazer uma pequena fogueira. O piso das casas e da igreja é coberto com feno, fazendo lembrar os pastores de ovelhas do estábulo onde Jesus nasceu.
O dia de Natal é celebrado com um banquete, obrigatoriamente com um leitão assado como o prato principal. Outro prato de Natal é um delicioso bolo doce feito de trigo, chamado koljivo, sendo que comê-lo é mais um ritual que alimentação.
O Natal não é associado a presentes como no mundo ocidental, embora seja o dia de São Nícolas, o santo protetor das crianças, a quem os presentes são dados. Contudo, durante o período comunista, a maioria das famílias sérvias dava presentes no dia de ano novo. Santa Claus (Deda Mraz) e as árvores de natal são também vistas na Sérvia, mas são importadas do ocidente.
Os sérvios religiosos também celebram outros feriados religiosos e até mesmo as pessoas não religiosas celebram a Páscoa (na data ortodoxa).
Os sérvios também celebram o Ano Novo no dia 31 de dezembro do calendário juliano e o ano novo ortodoxo (atualmente no dia 14 de janeiro do calendário gregoriano).

## Nome
A etimologia da palavra "sérvio" (raiz: srb) é desconhecida. Existem numerosas teorias, mas nenhuma pode ser considerada certa ou até mesmo provável:
1. Alguns acreditam que o nome é de origem sármata/iraniana. De qual palavra especificamente não está claro. Contudo, uma teoria sugere que derive da palavra sarv que significa cipreste (a árvore);
2. Outros dizem que o nome procede de saborac, que significa cocombatente. Isso poderia fazer sentido mas as palavras são muito desiguais. É possível que a palavra saborac proceda de sebar, que faria essa teoria mais interessante, mas não há muita base para sustentação de ambas;
3. Alguns acreditam que o nome proceda de srkati, que significa absorver, sugar, referindo-se às pessoas tão proximamente unidas como se dividissem a mesma mãe de leite;

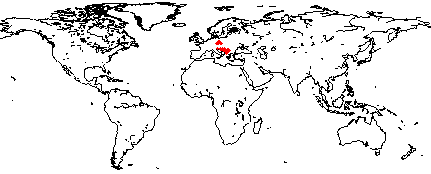
Todos os lugares no mundo com nomes começados com "Srb" estão concentrados em torno da Sérvia e da Sorábia

Contudo, uma coisa é certa: o nome é muito antigo. É claramente uma autoidentificação e não um nome dado e sua raiz não pode ser encontrada nas línguas europeias ocidentais.
É interessante notar que a raiz do nome dos croatas (raiz: hrv) também é desconhecida. Alguns sugerem que os nomes na verdade se originaram da mesma raiz: realmente, as raízes são claramente similares (srb - hrv). Contudo, não se sabe se é mera coincidência ou a indicação de uma origem comum.
Apesar da origem, a idade e a raridade do nome deixa conclusões históricas certamente baseadas nele.
Enquanto os ucranianos e os krajischniks (seus nomes derivam da palavra eslava kray, para "marcas" ou "terras fronteiriças") ou os eslovacos e os eslovenos (obviamente variações para "eslavos") não precisam ser explicados, sérvios e sorábios precisam sê-lo. Alguns têm levado isso ao extremo, criando teorias irreais que ligam os sérvios com os sármatas, a Sírmia, Serbona, a Sibéria e assim por diante.

### Relação com os sorábios

Bandeira da Sérvia

Bandeira da Sorábia

A óbvia similaridade entre os nomes leva à conclusão que sérvios e sorábios são povos relacionados. De fato, na língua sérvia, os sorábios são chamados Luzicki Srbi (sérvios da Lusácia) e a norte deles estavam os Beli Srbi (sérvios brancos).
Exatamente quais são as relações entre sérvios e sorábios não se sabe claramente:
1. Acredita-se que os sérvios chegaram aos Bálcãs vindos da Sorábia;
2. Também acredita-se que os sérvios chegaram aos Bálcãs vindos de uma terra natal comum junto com os sorábios. Onde era essa terra natal não se sabe;
3. Alguns acreditam que sérvios e sorábios eram um único povo mas que se separaram antes de se deslocarem para os Bálcãs e Lusácia;
4. Se nós aceitarmos a afirmação de que todos os eslavos chamam a si próprios de sérvios, então sérvios e sorábios não precisam ter nada mais em comum que quaisquer outros dois povos eslavos.

Apesar de qual ou quais afirmações estejam corretas, os sérvios e sorábios de hoje são povos muito diferentes, com costumes, tradições e religiões diferentes. A língua sérvia tem possivelmente mais em comum com o russo do que com o sorábios.
As bandeiras da Sérvia e da Sorábia são muito semelhantes, apenas com a posição das faixas azul e vermelha invertidas (embora ambas, na verdade, guardem suas origens na bandeira do pan-eslavismo). O tom da cor azul pode ser variável.

### Topônimos
Alguns dos topônimos relacionados ao nome dos sérvios são:
| - República Sérvia (Bósnia e Herzegovina) - Sérvia - Sérvia e Montenegro - Srb - Srbac - Srbica - Srbijanci - Srbina - Srbinjak - Srbinje | - Srbobran - Srbinci - Srbislavci - Srbljani - Srbljanovići - Srbljanska Glavica - Srbobran - Srbotina - Srbovac - Srbska Kamenica | - Srbovo - Srpce - Srpenica - Srpska (vila em Montenegro) - Srpska Crnja - Srpska Čuka - Srpska Klarija - Srpska Zelinja - Srbski Klanac - Srpski Babuù | - Srpski Čuntić - Srpski Itebej - Srpski Miletić - Srpske Moravice - Srpski Padej - Srpski Rid - Srpsko Polje - Srpsko Seliùste |

### Nomes próprios
Alguns dos antropônimos da mesma raiz de sérvios são:
- Nomes
  - Srba
  - Srbijanka (fem)
  - Srbislav
  - Srboje
  - Srboljub
- Sobrenomes
  - Srbić
  - Srbović
  - Srbinović

## História

### Antigas referências aos serbos
A designação tribal serbos (em latim: Serboi) apareceu primeiramente no século I na Geografia de Ptolomeu (livro 5, 9.21) para designar uma tribo habitante da Sarmácia, provavelmente no baixo rio Volga. O nome reaparece, na forma sérvios (Serbioi), no século X pelo imperador-acadêmico Constantino VII Porfirogênito em Sobre a Administração Imperial (32.1-16) e na continuação da história de Teófanes, o Confessor, Teófanes Continuado (288.17-20), frequentemente no mesmo contexto dos croatas, zaclúmios e outros povos da Panônia e Dalmácia.
O nome dos sérvios tem sido identificado como a mais antiga referência histórica aos povos eslavos a partir de escritos de Procópio de Cesareia, que descreve um grupo de povos chamado spali ou spori. O nome spori é claramente relacionado aos sórbios da Lusácia e aos sérvios dos Bálcãs.
No manuscrito do anônimo Geógrafo Bavário está escrito: "…Zeruiani (os sérvios), de quem o reino é grande, que deles todos os povos eslavos são herdeiros e dizem se originar deles."
Constantino VII fornece uma derivação do nome não razoável a partir da palavra latina servi, que ele explica como douloi (escravos) dos imperadores romanos. Ele relata que os serbos são descendentes dos pagãos serbos que viviam no lugar chamado Boiki próximo à Frância (Boêmia?), e que eles reclamavam a proteção do imperador bizantino Heráclio (reinado de 610 a 641), que os assentou na província de Tessalônica. A afirmação de Constantino VII é observada com algum ceticismo pelos acadêmicos modernos; desde o século XIX afirma-se com frequência que os sérvios chegaram à península Balcânica no século VI. Cecaumeno, escritor bizantino do século XI, localiza os serbos próximos ao rio Sava, como também "A Crônica de Nestor", mas isto não é considerado confiável.
Os eslavos chegaram aos Bálcãs vindos de uma ampla região na Europa central e oriental, que se estendia entre os rios Elba a oeste e o Dniepre a leste e dos Cárpatos no sul ao rio Niemen no norte. Tribos diferentes se estabeleceram em diferentes partes da península Balcânica, subsequentemente desenvolvendo suas identidades distintas. Uma menção ao nome sérvio em 680 é sobre a cidade de Gordoservon na Ásia Menor onde "algumas tribos eslavas" haviam se estabelecido. Gorodservon parece ser uma pronúncia distorcida de Grad Srba, "Cidade dos Sérvios" em sérvio.
Seu estabelecimento nos Bálcãs parece ter acontecido entre 610 e 640. Constantino VII Porfirogênito escreve no Sobre a Administração Imperial que os sérvios foram admitidos em Ráscia, Zaclúmia, Travúnia, Zeta (Dóclea), Bósnia, e Pagânia. A Sérvia era então governada principalmente pela Casa de Blastímero que, sob Tzéstlabo da Sérvia conseguiu unir todas estas terras numa confederação no começo do século X. A primeira data exata de um estado dos sérvios, a Sérvia, é do século IX. A lista episcopal do imperador bizantino Leão VI menciona bispos de Drugubiteia e da Sérvia. Enviados dos sérvios chegaram à corte do imperador bizantino Basílio II Bulgaróctono por volta de 993.
No século XI, havia provavelmente uma Tema da Sérvia; um selo de Constantino Diógenes, estratego da Sérvia está preservado. Por volta de 1040 Teófilo Erótico era o governador dos sérvios até ser expulso por Estêvão Voislau, que supostamente conquistou o território dos serbos e tornou-se seu arconte. T. Wasiliewski (1964]) propôs que este tema era o Sirmio, enquanto Dj, Radocić (1966) acreditava que era o de Ráscia, apenas temporariamente governada pelos bizantinos.

### Idade Média
Os sérvios foram cristianizados em várias ondas entre os séculos VII e IX com a última onda ocorrendo entre 867 e 874.
Durante e depois deste período, os sérvios lutaram para se tornarem independentes do Império Bizantino. Os primeiros estados sérvios foram Ráscia e Zeta. Seus governantes tiveram um grau variado de autonomia, até a virtual independência alcançada sob São Sava, que se tornou o primeiro líder da Igreja Ortodoxa Sérvia, e seu irmão Estêvão Prvovencani, que se tornou o primeiro rei sérvio. A Sérvia não existia como um estado com esse nome mas era, particularmente, a região habitada pelos sérvios; seus reis e czares eram chamados de "Rei dos Sérvios" ou "Czar dos Sérvios". O estado medieval sérvio é apesar de tudo (de maneira anacrônica) referido como "Sérvia".
A Sérvia alcançou sua idade do ouro sob a dinastia Nemânica, com o estado sérvio alcançando seu apogeu do poder do reino do Czar Estêvão Uresis IV. O poder sérvio subsequentemente diminuiu no meio de um interminável conflito entre a nobreza, tornando o país inapto para resistir a forte incursão do Império Otomano no sudeste da Europa. A Batalha de Kosovo em 1389 é comumente lembrada pela mitologia nacional sérvia como o evento chave na derrota do país pelos turcos, embora de fato o domínio otomano só foi completamente imposto algum tempo depois. Após a queda da Sérvia, os reis da Bósnia usaram o título de "Rei dos Sérvios" até a Bósnia também ser invadida pelos turcos.

### Domínio otomano
Como cristãos, os sérvios eram considerados como "povo protegido" sob a lei otomana, mas na prática eram tratados como cidadãos de segunda classe e com frequência, grosseiramente. Foram submetidos a uma pressão considerável para se converteram ao Islã; alguns o fizeram, outros migraram para o norte e oeste, buscando refúgio na Áustria-Hungria.
No começo do século XIX, a Primeira Revolta Sérvia resultou na liberação de pelo menos alguns sérvios, por um tempo limitado. A Segunda Revolta Sérvia obteve muito mais sucesso, criando uma poderosa Sérvia que se tornou um moderno reino europeu.

### Século XX

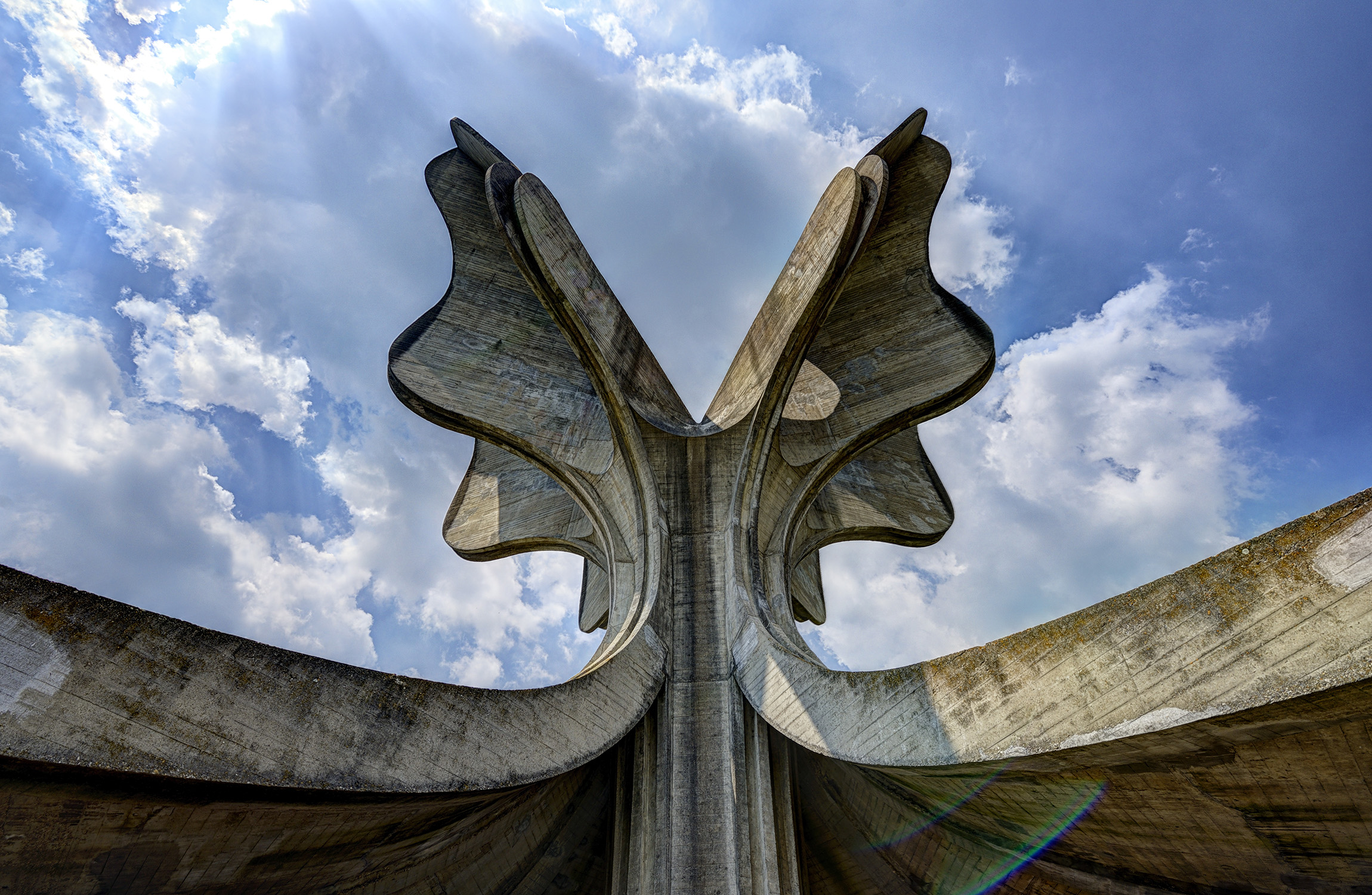
Flor de pedra, um monumento dedicado às vítimas de Campo de concentração de Jasenovac, que fez parte do genocidio de serbios

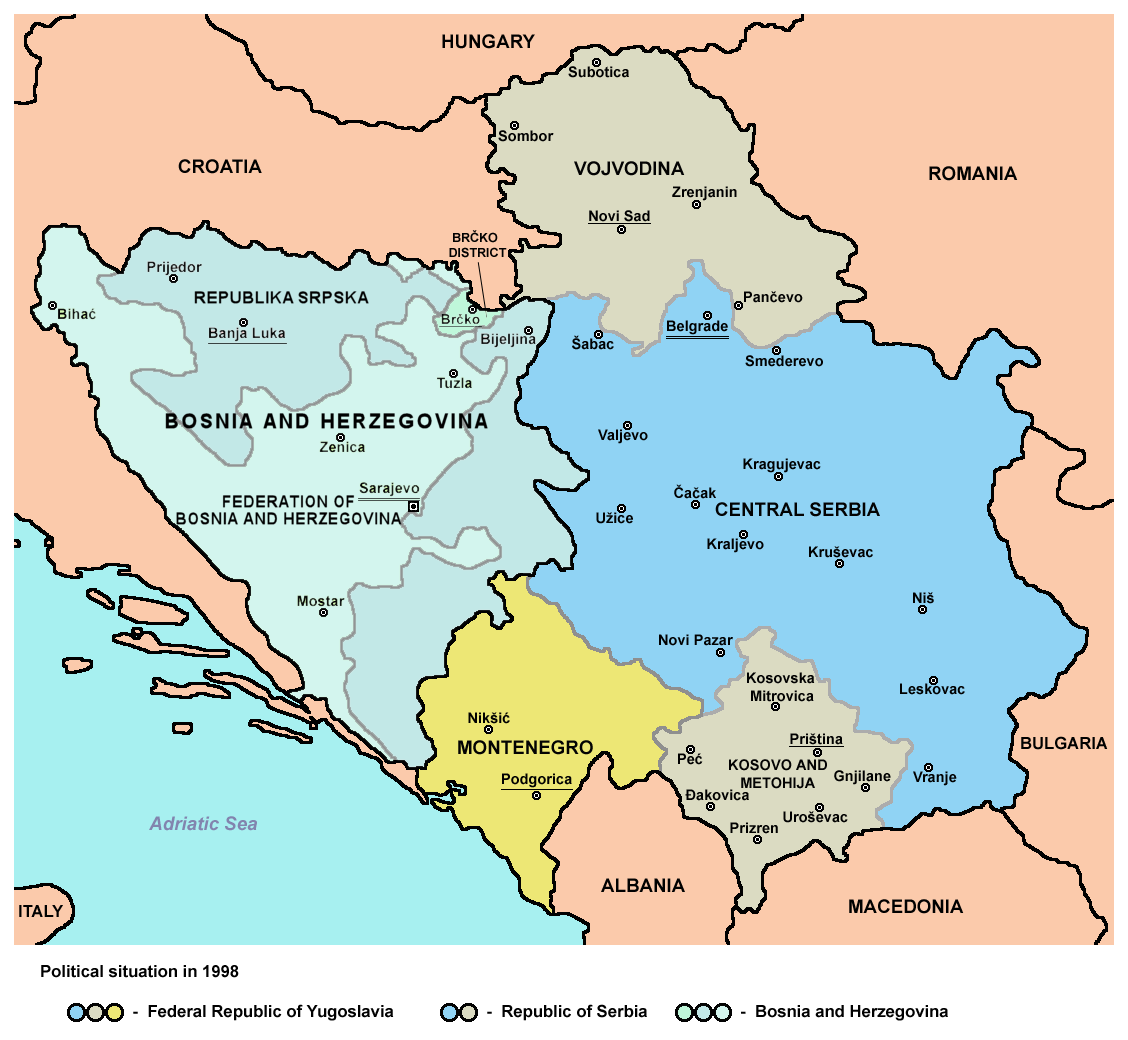
Espaço geopolítico de Sérvia e Montenegro e Bósnia e Herzegovina, as principais regiões habitadas pelos sérvios

No começo do século XX, muitos sérvios ainda estavam sob domínio estrangeiro - otomano no sul e austríaco no norte e oeste. No sul os sérvios foram libertados na Primeira Guerra dos Bálcãs de 1912, enquanto a questão da independência dos sérvios austríacos foi o estopim da Primeira Guerra Mundial dois anos depois. O nacionalista sérvio Gavrilo Princip assassinou o arquiduque austro-húngaro Francisco Ferdinando em Sarajevo, iniciando uma sequência de declarações de guerra que produziram um conflito continental. Durante a guerra, o exército sérvio lutou impetuosamente, tendo escapado através da Albânia para se reagrupar na Grécia para depois lançar uma contra ofensiva através da República da Macedônia. Apesar de vitoriosos, a guerra devastou a Sérvia e matou uma grande parcela da população - pelas estimativas, mais da metade da população sérvia masculina morreu no conflito, influenciando a demografia da região até os dias de hoje.
Após a guerra, o Reino dos Sérvios, Croatas e Eslovenos (depois chamado Iugoslávia) foi criado. Quase todos os sérvios agora viviam em apenas um estado. O novo estado tinha capital em Belgrado e era governado por um rei sérvio; era, contudo, instável e propenso a tensões étnicas.
Durante a Segunda Guerra Mundial, as Potências do Eixo ocuparam a Iugoslávia, desmembrando o país. A Sérvia foi ocupada pelos alemães, enquanto a Bósnia e a Croácia sérvias foram colocadas sob o controle dos italianos e o Estado Independente da Croácia sob o regime nazista dos Ustaše. Sob o governo dos Ustaše em particular, os sérvios e outros não croatas foram submetidos a um sistemático genocídio onde milhares de pessoas foram assassinadas.
Após a guerra, a República Socialista Federal da Iugoslávia foi formada. Como na Iugoslávia pré-guerra, a capital do país foi estabelecida em Belgrado. A Sérvia era a maior república.
A Iugoslávia comunista entrou em colapso no começo da década de 1990, com quatro de suas seis repúblicas se tornando estados independentes. Isto levou a várias guerras civis com grande parte das comunidades sérvias na Croácia e na Bósnia e Herzegovina tentando permanecer dentro da Iugoslávia, que agora consiste apenas de Sérvia e Montenegro. Outra guerra estourou no Kosovo. Os resultados de todas estas guerras foi negativo para sérvios, croatas e bósnios. Milhares de sérvios foram genocidados na Croácia.

## Subgrupos
Os subgrupos sérvios são comumente baseados na distribuição regional. Alguns dos maiores subgrupos sérvios incluem: Šumadinci, Vojvođani, Bačvani, Banaćani, Sremci, Crnogorci, Bokelji, Hercegovci, Semberci, Krajišnici, etc.
Alguns sérvios, a maioria vivendo em Montenegro e na Herzegovina são organizados em clãs.

## Povos cognatos
- Montenegrinos